# Gabriela Filippo
Gabriela Filippo (* 21. Juli 1987 in Asunción) ist eine paraguayische Beachvolleyballspielerin.

## Karriere
Filippo spielte 2014 auf der kontinentalen Tour mit Michelle Sharon Valiente Amarilla und erreichte drei fünfte und einen neunten Platz. Die nächsten beiden Turniere absolvierte sie im April 2014 und im Februar 2015 mit Adriana Maria Auxiliadora Marti Rolon und Paula Belen Melgarejo Britos, bevor sie wieder mit ihrer Standardpartnerin antrat und beim Turnier in Bolivien den zweiten Platz belegte. Filippo/Michelle nahmen an der Weltmeisterschaft in den Niederlanden teil; dort erreichten sie als Gruppendritte der Vorrunde die erste KO-Runde, in der sie sich den US-Amerikanerinnen April Ross und Kerri Walsh geschlagen geben mussten. In Rio de Janeiro spielte Filippo mit Erika Sofia Mongelos Bobadilla ihr erstes Open-Turnier der FIVB World Tour.
Anfang 2016 trat sie zu zwei CSV-Turnieren und den Maceió Open mit Patricia Carolina Caballero Peña an. Danach gewann sie mit Michelle das CSV-Turnier in ihrer Heimatstadt. Nach einem 25. Platz bei den Fortaleza Open gab es weitere Top-Ten-Ergebnisse in der kontinentalen Serie. In Long Beach spielten Filippo/Michelle ihren ersten gemeinsamen Grand Slam. Das Jahr 2017 begann Filippo in Südamerika mit Pati. Beim Ein-Stern-Turnier der World Tour 2017 in Agadir verloren Filippo/Erika  das Spiel um Bronze gegen die Französinnen Chamereau/Placette. Über die CSV-Vorentscheidung qualifizierten sie sich für die Weltmeisterschaft 2017 in Wien, wo sie nach einem dritten Platz in ihrer Vorrundengruppe in der „Lucky Loser“-Runde gegen die Deutschen Glenzke/Großner ausschieden.